# シャルケ04 II
シャルケ04 II（Schalke 04 II, 正式名称: Fußballclub Gelsenkirchen-Schalke 04 e. V. II）は、ドイツのサッカークラブであるシャルケ04のリザーブチーム。レギオナルリーガ所属。

## 歴史
このチームはゲルゼンキルヒェン市において創設されたチームであり、シャルケ04のリザーブチームである。主に18歳から25歳の選手で構成され、将来のトップチームプレイヤーを目標としている。DFBポカールへの出場は可能だが、ブンデスリーガでのプレーは不可である。
2008年以降、ヘルネにあるモンパラスト・アレーナでホームゲームを開催している。収容人数は13,500人。

## 歴代所属選手

### GK
- マヌエル・ノイアー

### DF
- ベネディクト・ヘーヴェデス
- カーン・アイハン
- ジョエル・マティプ

### MF
- メスト・エジル
- マックス・マイヤー
- レロイ・サネ
- セアド・コラシナツ
- ユリアン・ドラクスラー
- 中川雄貴
- 上月壮一郎

### FW
- ゲーラルド・アサモア
- フェリックス・プラッテ